# Intermediate-Range Nuclear Forces-verdrag

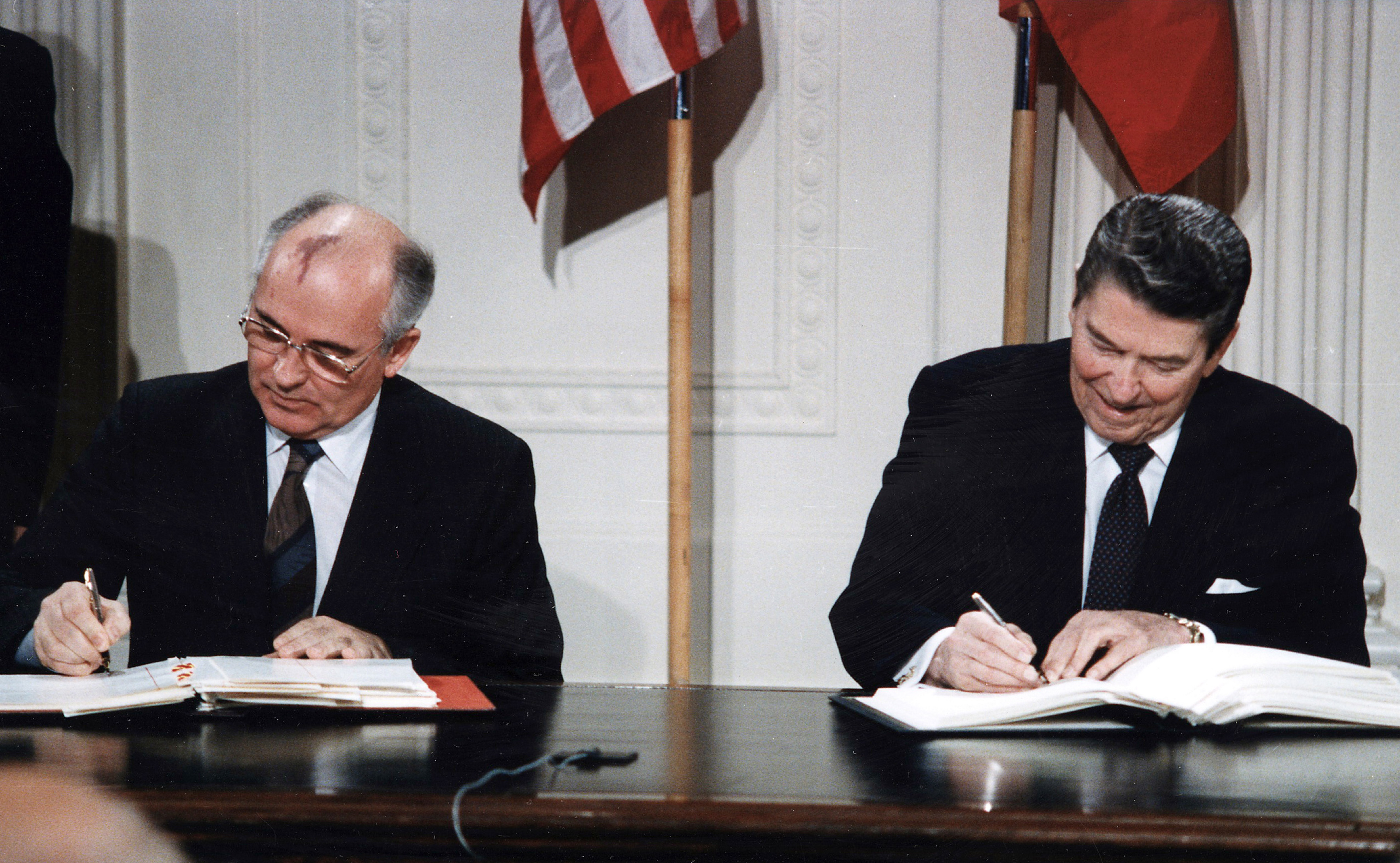
Ondertekening INF-verdrag door Michail Gorbatsjov en Ronald Reagan

Het Intermediate-Range Nuclear Forces (INF)-verdrag is een overeenkomst tussen de Verenigde Staten en oorspronkelijk de Sovjet-Unie, nu Rusland. Dit werd op 8 december 1987 getekend door de president van de Verenigde Staten Ronald Reagan en de Secretaris-generaal van de Communistische Partij van de Sovjet-Unie, Michail Gorbatsjov namens de Sovjet-Unie. Op 27 mei 1988 werd het verdrag geratificeerd door de senaat van de Verenigde Staten en op 1 juni van dat jaar werd het van kracht.
Het verdrag verbiedt beide wereldmachten nucleaire en conventionele raketten alsmede kruisvluchtwapens met een bereik van 500 tot 5500 kilometer te produceren. Vanuit een vliegtuig of vanaf zee gelanceerde raketten vielen niet onder dit verdrag. De bestaande raketten moesten op 1 juni 1991 vernietigd zijn. Op die datum waren er in totaal 2692 van zulke wapens vernietigd, 846 van de Verenigde Staten en 1846 van de Sovjet-Unie. Beide landen zijn in hetzelfde verdrag overeengekomen dat ze elkaars militaire installaties mogen inspecteren.
Op 2 februari 2019 schortte president Donald Trump de uitvoering van de Amerikaanse verdragsverplichtingen omdat de Amerikaanse regering vond dat Rusland de bepalingen van het verdrag schond. Een dag later werd ook door Rusland het verdrag opgeschort.